# 白鳥香里奈
白鳥 香里奈（しらとり かりな、1987年6月13日- ）は、日本のAV女優。東京都立川市出身。ニューハーフである。
身長:160cm、血液型はO型。ペニスの長さは約17cm。